# 스나다 시게마사
스나다 시게마사(일본어: 砂田 重政, 1884년 9월 15일~1957년 12월 27일)는 9선 중의원 의원을 지낸 일본의 정치인이다.

## 생애
1884년 9월에 지금의 에히메현 이마바리시에서 퇴역 군인의 아들로 태어났다. 집안이 가난하여 시청에서 급사로 일하다가 18살 때 도쿄에 올라갔다. 1904년 도쿄법학원(지금의 주오 대학)을 졸업한 뒤 사법관보를 거쳐 변호사가 되었다. 1920년 입헌국민당 공천을 받아 총선에 출마해 당선되어 정치인이 되었다. 이누카이 쓰요시를 모셨으며 이후 혁신구락부를 거쳐 입헌정우회에 합류했다.
이누카이 내각에서 농림정무차관을 지냈고 이누카이가 사망한 뒤에는 차관 시절 대신이었던 야마모토 데이지로의 파벌에 들어갔다. 1937년에 우가키 가즈시게를 총리대신으로 옹립하는 공작에 참여했지만 실패했다. 1938년부터 1939년까지 정우회 간사장을 지냈고 1939년에 정우회가 분열하자 하토야마 이치로를 지지하며 구하라 후사노스케의 파벌에 속했다.
1940년 정당이 강제로 해산된 뒤에 대정익찬회에 가입하여 의회국 심사부장 등을 역임했다. 1942년에 중앙 정계를 떠나 남방군 군정고문이 되어 싱가포르에서 근무했다. 전후에 일본으로 돌아왔으나 연합군 최고사령부에 의해 공직 추방을 당했다. 공직 추방이 해제되고 1952년에 자유당의 공천을 받아 총선에 출마해 당선되어 정계에 복귀했다. 다음 해 총선에서 낙선했다가 2년 뒤 총선에서 다시 부활했다. 이때는 일본민주당 소속이었는데 당선 후 미키 부키치의 요청을 받아들여 국회대책위원장을 맡았으며 같은 해에 제2차 하토야마 이치로 내각이 출범하자 방위청 장관이 되어 입각했다. 하지만 민방위 조직의 필요성과 고졸자·대졸자가 자위대에서 1년간 의무적으로 훈련을 받는 예비 간부 자위관  제도의 필요성을 주장했다가 여론의 비판을 받자 4개월 만에 경질되었다. 11월에 보수합동이 이루어지자 자유민주당에 합류했으며 총무회장을 맡았다.
자민당에서 고노 이치로의 파벌에 있었지만 후배인 고노 밑에 있는 것이 마음에 걸렸는지 나중에는 금전적으로 무리를 하여 의헌회라는 독자적인 파벌을 만들었다. 의헌회에는 이케다 마사노스케나 하마노 세이고 등이 있었지만 스나다가 1957년에 사망해 버려 파벌의 존재감이 강하지는 않다.

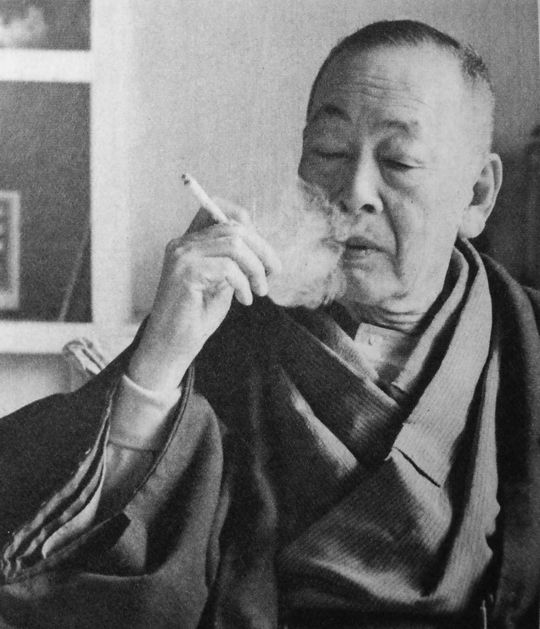
1955년에 촬영한 사진.

스나다는 만년에 전국전쟁희생자원호회장을 맡고 지도리가후치 전몰자 묘원 조성에 앞장섰다. 1957년 9월에 일본 스모 협회 운영심의위원을 맡았다.
1957년 12월 27일 심장마비로 사망했다. 향년 73세. 묘소는 고다이라 영원에 있으며 지역구는 아들인 스나다 시게타미가 물려받았다.

## 역대 선거 기록
|  | 0% |

|  | 0% |

|  | 0% |

|  | 0% |

|  | 0% |

|  | 0% |

|  | 0% |

|  | 20.2% |

|  | 17.9% |

|  | 32.8% |

| 전임 스기하라 아라타 | 제4대 방위청 장관 1955년 7월 31일~1955년 11월 22일 | 후임 후나다 나카 |